# WTA Tournament of Champions 2009
El WTA Tournament of Champions 2009 es un torneo de tenis femenino que se disputa en Bali (Indonesia) en una pista dura indoor. Fue la primera edición del WTA Tournament of Champions y se disputó del 4 al 8 de noviembre.

## Sistema de clasificación
Se clasifican para el torneo las 10 mejores clasificadas al final del año, que hayan ganado al menos 1 título de la serie WTA International Tournaments, y no haya quedado clasificada entre las 8 mejores, que disputan el WTA Tour Championships. Además la WTA otorga 2 wild-card.
Se disputa con 4 grupos de 3 jugadoras, en un Round-Robin, y la primera clasificada de cada grupo se clasifica para las Semifinales.
Además, si la ganadora del torneo ha ganado al menos 3 torneos de la serie WTA International Tournaments, gana un premio adicional de 1 millón de dólares, pero en esta edición ninguna jugadora opta a ella al no lograr ninguna vencer en 3 torneos.

### Torneos
La lista de torneos y de ganadoras de 2009 es la siguiente:

## Tenistas clasificadas para el Torneo
Las jugadoras marcadas en color salmón son las que se clasificaron para el torneo, mientras que las que están marcadas en color azul son las que jugaron el WTA Tour Championships 2009 (incluida Vera Zvonareva que fue como suplente y acabó jugando).
| 1   | Dinara Sáfina        | Bandera de Rusia           |
| 4   | Caroline Wozniacki   | Bandera de Dinamarca       |
| 5   | Elena Dementieva     | Bandera de Rusia           |
| 6   | Victoria Azarenka    | Bandera de Bielorrusia     |
| 7   | Venus Williams       | Bandera de Estados Unidos  |
| 8   | Jelena Janković      | Bandera de Serbia          |
| 9   | Vera Zvonareva       | Bandera de Rusia           |
| 11  | Flavia Pennetta      | Bandera de Italia          |
| 12  | Marion Bartoli       | Bandera de Francia         |
| 13  | Samantha Stosur      | Bandera de Australia       |
| 19  | Yanina Wickmayer     | Bandera de Bélgica         |
| 25  | Sabine Lisicki       | Bandera de Alemania        |
| 27  | Anabel Medina        | Bandera de España          |
| 31  | María José Martínez  | Bandera de España          |
| 32  | Shahar Peer          | Bandera de Israel          |
| 39  | Melinda Czink        | Bandera de Hungría         |
| 42  | Ágnes Szávay         | Bandera de Hungría         |
| 44  | Aravane Rezaï        | Bandera de Francia         |
| 46  | Magdaléna Rybáriková | Bandera de Eslovaquia      |
| 49  | Vera Dushevina       | Bandera de Rusia           |
| 54  | Andrea Petkovic      | Bandera de Alemania        |
| 55  | Timea Bacsinszky     | Bandera de Suiza           |
| 56  | Sybille Bammer       | Bandera de Austria         |
| 57  | Petra Kvitova        | Bandera de República Checa |
| 62  | Roberta Vinci        | Bandera de Italia          |
| 100 | Kimiko Date          | Bandera de Japón           |
| 114 | Tamarine Tanasugarn  | Bandera de Tailandia       |

- Flavia Pennetta renunció a participar en este torneo ya que coincidió con la final de la Copa Federación.
- Sabine Lisicki y Kimiko Date fueron las 2 wild-card otorgadas por la WTA. Lisicki no ganó ningún International Tournament (ganó 1 Premier y jugó 1 final de uno International).
- Vera Dushevina acudió al torneo como reserva.

## Torneo

### Fase de grupos

#### Grupo A

##### Posiciones
| Pos. | Jugadora             | Partidos ganados | Partidos perdidos | Sets  | Juegos  |
| ---- | -------------------- | ---------------- | ----------------- | ----- | ------- |
| 1    | Marion Bartoli       | 2                | 0                 | 4 – 0 | 24 – 13 |
| 2    | Shahar Peer          | 1                | 1                 | 2 – 2 | 18 – 19 |
| 3    | Magdaléna Rybáriková | 0                | 2                 | 0 – 4 | 15 – 25 |

##### Resultados
| Ganadora       | Contrincante         | Resultado   |
| -------------- | -------------------- | ----------- |
| Marion Bartoli | Magdaléna Rybáriková | 6-4, 6-4    |
| Shahar Peer    | Magdaléna Rybáriková | 6-1, 7-6(4) |
| Marion Bartoli | Shahar Peer          | 6-3, 6-2    |

#### Grupo B

##### Posiciones
| Pos. | Jugadora            | Partidos ganados | Partidos perdidos | Sets  | Juegos  |
| ---- | ------------------- | ---------------- | ----------------- | ----- | ------- |
| 1    | María José Martínez | 2                | 0                 | 4 – 1 | 30 – 21 |
| 2    | Samantha Stosur     | 1                | 1                 | 2 – 3 | 26 – 23 |
| 3    | Ágnes Szávay        | 0                | 2                 | 2 – 4 | 19 – 31 |

##### Resultados
| Ganadora            | Contrincante    | Resultado     |
| ------------------- | --------------- | ------------- |
| Samantha Stosur     | Ágnes Szávay    | 6-2, 3-6, 6-1 |
| María José Martínez | Ágnes Szávay    | 4-6, 6-4, 6-0 |
| María José Martínez | Samantha Stosur | 7-6(4), 7-5   |

#### Grupo C

##### Posiciones
| Pos. | Jugadora         | Partidos ganados | Partidos perdidos | Sets  | Juegos  |
| ---- | ---------------- | ---------------- | ----------------- | ----- | ------- |
| 1    | Kimiko Date      | 1                | 1                 | 2 – 2 | 21 – 20 |
| 2    | Vera Dushevina   | 1                | 0                 | 2 – 1 | 15 – 12 |
| 3    | Anabel Medina    | 0                | 2                 | 1 – 4 | 19 – 27 |
| Ret  | Yanina Wickmayer | 1                | 0                 | 2 – 0 | 13 – 9  |

##### Resultados
| Ganadora         | Contrincante  | Resultado     |
| ---------------- | ------------- | ------------- |
| Yanina Wickmayer | Kimiko Date   | 7-6(5), 6-3   |
| Kimiko Date      | Anabel Medina | 6-4, 6-3      |
| Vera Dushevina   | Anabel Medina | 2-6, 6-1, 7-5 |

- Vera Dushevina sustituyó a Yanina Wickmayer, que fue sancionada por infringir las normas antidopaje, aunque apenas un mes después le fue levantada la sanción y pudo seguir compitiendo sin ningún problema.

#### Grupo D

##### Posiciones
| Pos. | Jugadora       | Partidos ganados | Partidos perdidos | Sets  | Juegos  |
| ---- | -------------- | ---------------- | ----------------- | ----- | ------- |
| 1    | Aravane Rezaï  | 2                | 0                 | 4 – 1 | 26 – 21 |
| 2    | Sabine Lisicki | 1                | 1                 | 3 – 3 | 31 – 26 |
| 3    | Melinda Czink  | 0                | 2                 | 1 – 4 | 21 – 31 |

##### Resultados
| Ganadora       | Contrincante   | Resultado        |
| -------------- | -------------- | ---------------- |
| Aravane Rezaï  | Sabine Lisicki | 1-6, 6-3, 6-4    |
| Aravane Rezaï  | Melinda Czink  | 6-3, 7-5         |
| Sabine Lisicki | Melinda Czink  | 6-2, 6-7(1), 6-4 |

### Fase final
|  | Semifinales | Semifinales         | Semifinales | Semifinales   | Semifinales |                |   | Final | Final | Final | Final | Final |  |
|  |             |                     |             |               |             |                |   |       |       |       |       |       |  |
|  |             |                     |             |               |             |                |   |       |       |       |       |       |  |
|  | 1           | Marion Bartoli      | 6           | 6             |             |                |   |       |       |       |       |       |  |
|  | 1           | Marion Bartoli      | 6           | 6             |             |                |   |       |       |       |       |       |  |
|  |             | Kimiko Date         | 1           | 3             |             |                |   |       |       |       |       |       |  |
|  |             | Kimiko Date         | 1           | 3             | 1           | Marion Bartoli | 5 | r     |       |       |       |       |  |
|  |             |                     |             |               |             | Marion Bartoli | 5 | r     |       |       |       |       |  |
|  |             |                     |             | Aravane Rezaï | 7           |                |   |       |       |       |       |       |  |
|  |             | Aravane Rezaï       | 6           | Aravane Rezaï | 7           | 6              |   |       |       |       |       |       |  |
|  |             | Aravane Rezaï       | 6           |               |             | 6              |   |       |       |       |       |       |  |
|  |             | María José Martínez | 2           | 3             |             |                |   |       |       |       |       |       |  |
|  |             | María José Martínez | 2           | 3             |             |                |   |       |       |       |       |       |  |
|  |             |                     |             |               |             |                |   |       |       |       |       |       |  |